# Naményi piros

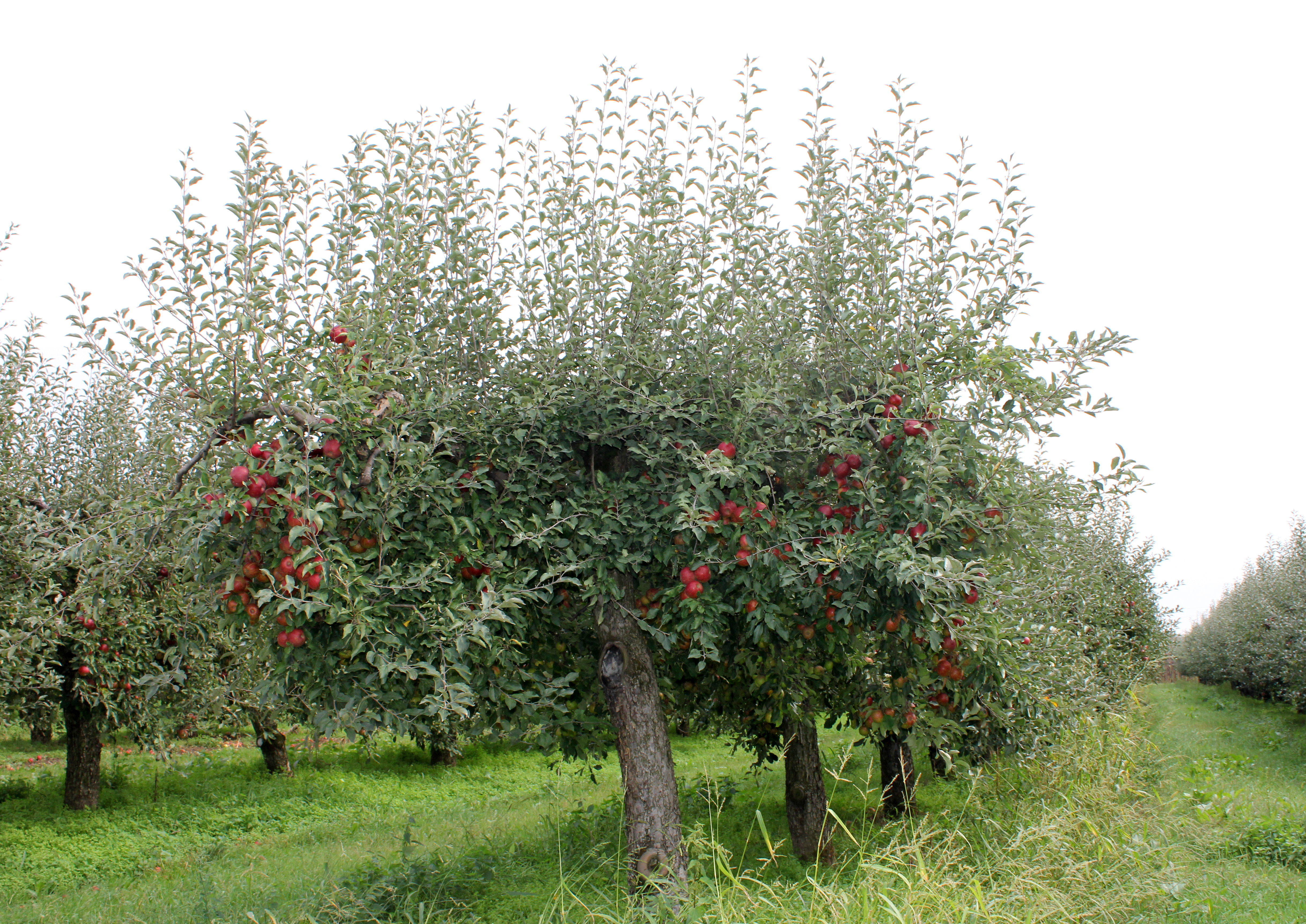
Idős Naményi piros ültetvény Vásárosnaményban

A Naményi piros vagy Naményi Jonathan egy hazai nemesítésű almafajta, a Jonathan alakkör tagja, az alapfajta természetes rügymutációjaként jött létre a Szabolcs-Szatmár megyei Vásárosnamény egyik almaültetvényében. Nevét a településről kapta, ahol a mutációt fellelték és a fajta felszaporítása is zajlott.

## Története
Az 1960-as, '70-es években megkezdődött hazai almatermesztés alapjául szolgáló magyar Jonathan ültetvények leromlása. A nemesítők és a termelési szakemberek igyekeztek mutációkat, potenciális nemesítési alapanyagokat keresni a gyümölcsösökben. 
A fajta alapjául szolgáló rügymutációt Kiss István, a vásárosnaményi „Vörös Csillag” Mgtsz kitüntetett főkertésze fedezte fel egy idős, 35 éves ültetvényben 1970 júniusában.
A fajta 1979-ben állami elismerést kapott, ekkor a környékbeli almáskertekbe előszeretettel telepítették, a környék meghatározó fajtájává vált. 
Mára a korszerűbb fajták nagyrészt kiszorították a termesztésből, bár néhány termesztő a mai napig foglalkozik a fajta fenntartásával, illetve felvirágoztatásával.

## Jellemzői
Főbb jellemzőiben az alapfajta, a Jonathan tulajdonságai köszönnek vissza. Ettől főleg a gyümölcs színeződésében, illetve az érés idejében tér el.
Rezisztenciával nem rendelkezik, bár egyesek szerint a lisztharmatra és a Jonathanra jellemző tárolási betegségekre mérsékeltebben érzékeny az alapfajtánál, fogékony fajtának tekinthető.

### Hajtásrendszer
Középerős növekedésű, csüngő ágrendszerű. Hajtásai az alapfajtáénál vastagabbak, a levelek durvább szövetűek. Ágrendszere termőkorban is jól alakítható. A termőgallyak korán elöregszenek, rendszeres metszést igényelnek.

### Gyümölcs
A Jonathanra jellemző élénkpiros szín e fajtánál még hangsúlyosabb.
A színeződés korábban, már augusztus végén megjelenik, a kezdetben vastagon csíkozott, majd fokozatosan összefüggővé váló fedőszín azonban megtévesztő, a korai színeződés nem jelent korábbi érést. 
A szüret idejét nem a fedőszín, hanem az alapszín változásához kell igazítani. Az alapszín az alapfajtához és más hazai mutánsokhoz képest később változik zöldről sárgává, így a szüret időpontja is 8-12 nappal tolódik, így kitolódik a szedési és fogyasztási idény is. 
A jellemző gyümölcsszín a korona belső, árnyékosabb részein is megfelelően kialakul.
A gyümölcs mérete viszonylag kicsi, 120-130 g.

## Felhasználása
Íze, zamata azonos a Jonathanéval, így kiválóan alkalmas friss fogyasztásra és feldolgozásra is. Almalé, pálinka, aszalvány, almalekvár (almavaj), almaszörp, almapüré és almaecet készül belőle.